# Château Coch
Pour les articles homonymes, voir Coch.
Château Coch (du gallois : Castell Coch, « château rouge ») est un château de style néo-gothique du XIXe siècle construit au-dessus du village de Tongwynlais au nord de Cardiff, au pays de Galles. Le premier château du site est construit par les Normands après 1081, pour protéger Cardiff, nouvellement conquise, et la route de Taff Gorge. Abandonnée peu de temps après, la motte castrale est réutilisée par Gilbert de Clare comme base d'une nouvelle fortification en pierre, qu'il construit entre 1267 et 1277 pour contrôler ses terres galloises tout juste annexées. Ce château a probablement été détruit lors de la rébellion galloise indigène de 1314.
En 1760, les ruines du château sont acquises par John Stuart, 3e comte de Bute, dans le cadre d'un accord de mariage qui apporte à la famille de vastes domaines dans le sud du pays de Galles.
John Crichton-Stuart, 3e marquis de Bute, hérite du château en 1848. Il est l'un des hommes les plus riches de Grande-Bretagne et il s'intéresse à l'architecture et aux antiquités. Il emploie l'architecte William Burges pour reconstruire le château, « comme résidence de campagne pour une occupation occasionnelle en été », en utilisant les vestiges médiévaux comme base pour la conception. Burges reconstruit l'extérieur du château entre 1875 et 1879, avant de se tourner vers l'intérieur ; il meurt en 1881 et le travail est terminé par le reste de l'équipe de Burges en 1891. Bute réintroduit la viticulture commerciale en Grande-Bretagne, plantant un vignoble juste en dessous du château ; la production de vin se poursuit jusqu'à la Première Guerre mondiale. Le marquis fait peu usage de sa nouvelle demeure et en 1950 son petit-fils, le 5e marquis de Bute, la confie aux soins de l'État. Elle est désormais sous le contrôle de l'agence du patrimoine gallois Cadw.
Les caractéristiques externes de Castell Coch et les intérieurs de style haut-victorien conduisent l'historien David McLees à le décrire comme « l'un des plus grands triomphes victoriens de la composition architecturale ».
L'extérieur, basé sur des études du XIXe siècle par l'antiquaire George Clark, est assez authentique, bien que ses trois tours de pierre aient été adaptées par Burges pour présenter une silhouette dramatique, plus proche dans la conception des châteaux d'Europe continentale tels que Chillon que des fortifications britanniques traditionnelles. Les intérieurs sont minutieusement décorés, avec des meubles et des accessoires spécialement conçus ; la décoration d'intérieur utilise des thèmes symbolisme s'inspirant de thèmes classiques et légendaires. Il est situé sur un flanc de colline escarpé au-dessus du village  et il s'agit d'un monument classé Grade I depuis le 28 janvier 1963.
Conçu par William Burges, avec une apparence médiévale impressionnante, une herse, un pont-levis, et de somptueux intérieurs rivalisant avec ceux du château de Cardiff, il a été décrit comme « l'exemple le plus spectaculaire de la traduction [de cet architecte] du style High Gothic en style High Victorian. »

## Histoire ancienne

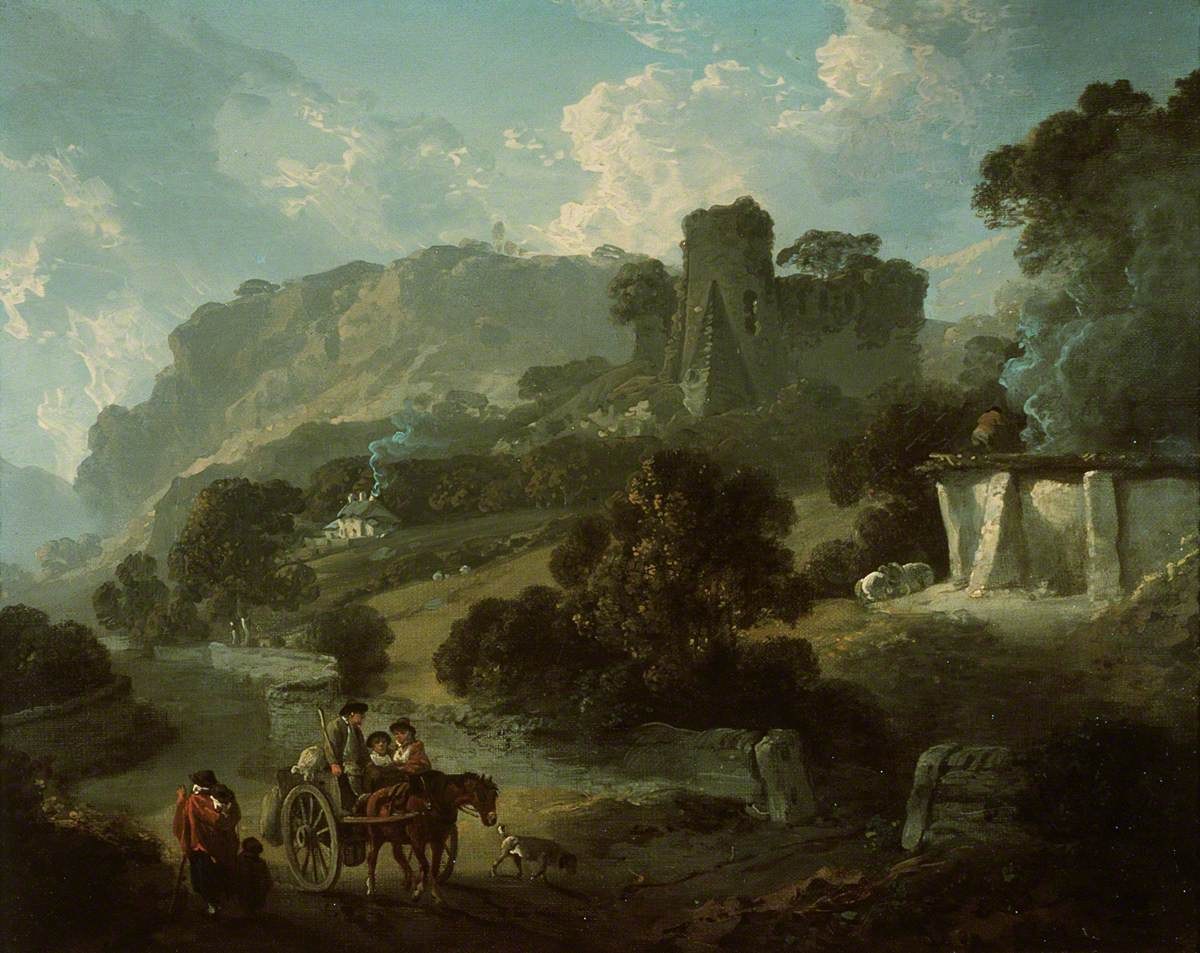
Château Coch 1808.

Château Coch fut construit sur le site d'un château du XIIIe siècle. La fortification antérieure avait été bâtie par un chef de clan gallois appelé Ifor Bach (en) («Little Ivor », « Petit Ivor » en français). À la fin du XIIIe siècle, le site du château fut réclamé par la famille De Clare en raison de son importance stratégique, contrôlant à la fois la région des plaines et l'entrée dans la vallée de Taff. Le château fut reconstruit en pierre et était composé d'un donjon, de tours, d'une cour fermée et d'un corps de garde. Bien que l'histoire concernant le château à son origine soit peu documentée, il est généralement reconnu qu'il fut gravement endommagé au cours d'une période de rébellion galloise au début du XIVe siècle. Par la suite, le château tomba en désuétude et durant la période Tudor, l'antiquaire John Leland, le décrivit comme « complètement en ruines, pas grand, mais haut ».

## Reconstruction

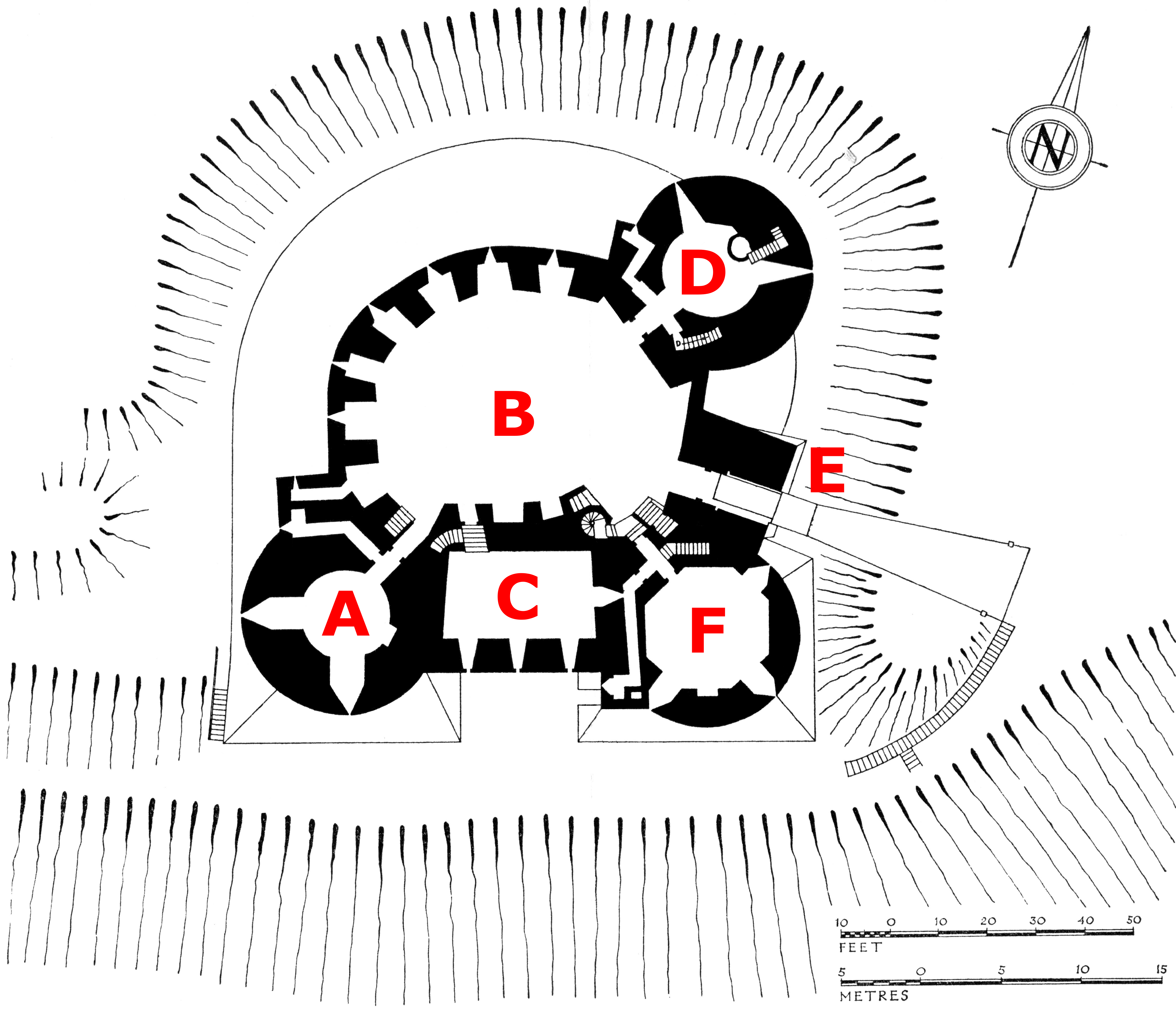
Schéma de Château Coch : A - Tour de la cuisine (Kitchen Tower) ; B - Cour ; C - Salle du bas (Lower Hall) ; D - Tour du puits (Well Tower) ; E - Guérite ; F - Donjon.

En 1871, John Crichton-Stuart (3e marquis de Bute), ordonna que l'on débarrassât le site de la végétation et des débris, tandis que son architecte, William Burges, élaborait des plans pour une reconstruction complète. Burges et le marquis avaient travaillé pendant plus de trois ans sur la reconstruction du château de Cardiff ; au château Coch, l'objectif était de réussir à créer une autre « tour de force architecturale éblouissante correspondant au style High Victorian Gothic de l'époque victorienne, [un] château de rêve qui combine une fantaisie gothique somptueuse avec un conte de fée intemporel. »
Une série de dessins concernant la reconstruction planifiée existe, avec une justification architecturale complète de Burges. La reconstruction du château fait apparaître trois tours dotées de toits coniques qui sont historiquement discutables. Burges chercha à défendre leur usage faisant référence à un ensemble de preuves historiques douteuses, mais : « La vérité est qu'il les voulait pour leur effet architectural. » Il admit en revanche qu'ils étaient « tout à fait conjecturaux » bien que « plus pittoresques et (...) offrant beaucoup plus de logements », affirmant que :
« Il est vrai que certains antiquaires nient l'existence de hautes toitures dans l'architecture médiévale militaire anglaise (English Mediaeval Military Architecture) et demandent à des objecteurs de signaler des exemples. Étant donné que quasiment tous les châteaux tombent en ruines depuis plus de deux siècles... il n'est pas surprenant qu'aucun exemple ne puisse se trouver. Mais nous pouvons nous faire une idée très juste de ce cas si nous consultons des (manuscrits) contemporains, et si nous le faisons, nous trouvons un nombre presque égal de tours avec des toits plats que celles avec des toits pointus. Pour moi, le cas semble être le suivant : si une tour présentait un bon emplacement pour les moyens militaires, elle était dotée d'un toit plat ; si c'était le contraire, elle possédait un toit élevé pour garantir les défenseurs de la pluie et des différentes sortes de missiles plus légers. Ainsi, une flèche ne pouvait percer le toit, mais en cas d'absence de ces derniers, et que la flèche fut tirée verticalement, lorsqu'elle retombait, elle pouvait occasionner aux défenseurs le même accident qu'il est arrivé à Harold à Hastings. »

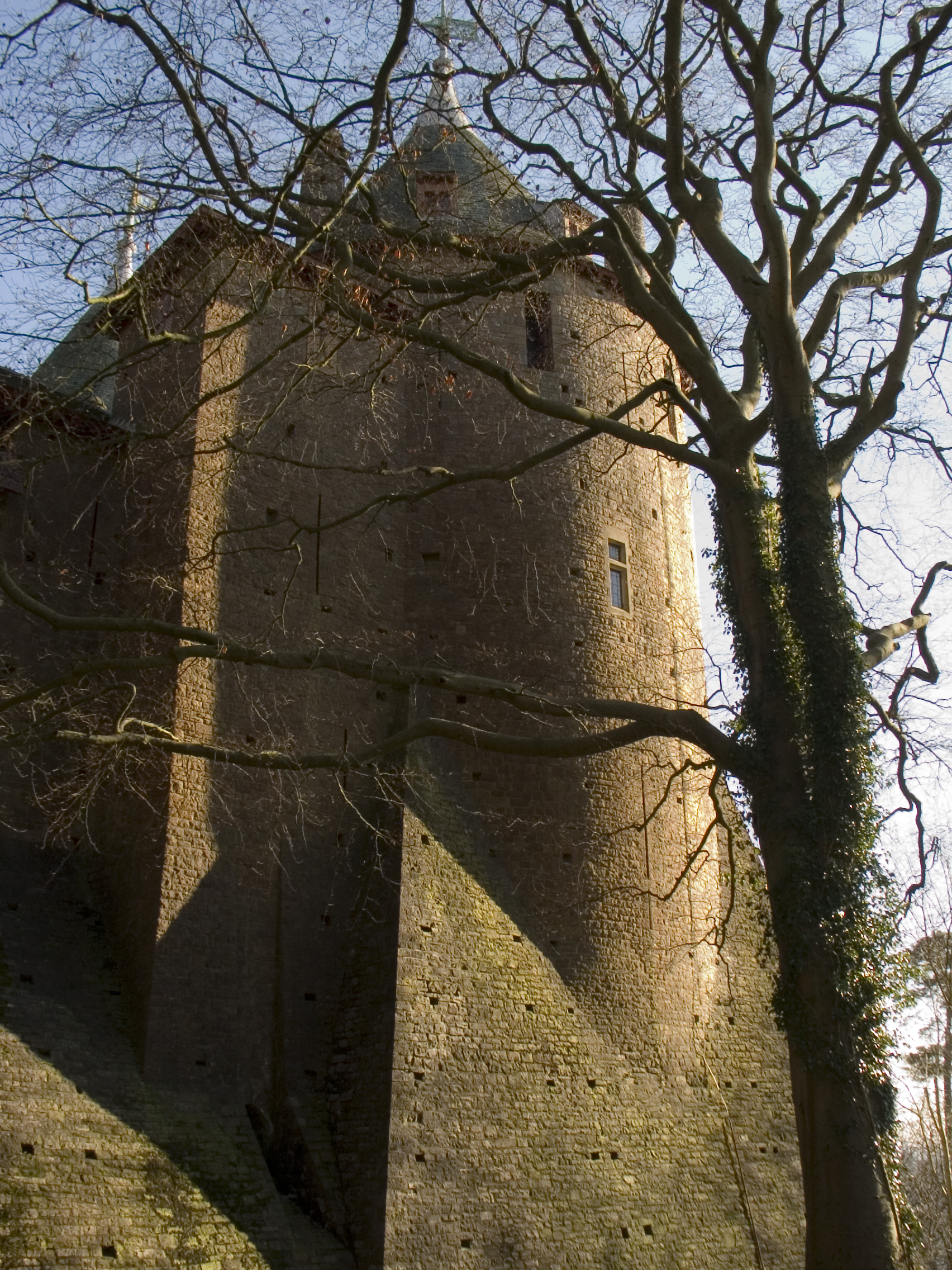
Vue des murailles du château.

Le rapport de Burges sur le projet de reconstruction fut transmis en 1872 mais la construction fut retardée et eut lieu en 1875, en partie à cause de la tension résultant des travaux au château de Cardiff, mais également en raison d'un problème injustifié signalé au nom des curateurs du marquis mentionnant qu'il faisait faillite. Mais en août 1875, les travaux commencèrent pour de bon. L'extérieur comprenait trois tours, « presque égales les unes aux autres en diamètre, (mais) d'une différence saisissante en hauteur. » Elles forment un étalage de puissance et de compétence architecturales impressionnant. Lors d'une conférence, Burges appela les étudiants en architecture à « étudier les grandes masses, les lignes fortes non chanfreinées ».

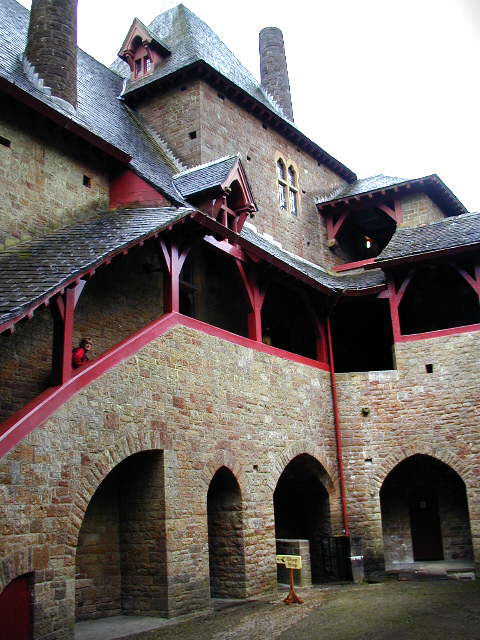
Vue de l'intérieur.

La tour du donjon (Keep Tower), la tour du puits (Well Tower) et la tour de la cuisine (Kitchen Tower) abritent une série d'appartements, le plus important d'entre eux se nomme Castellan's Rooms et se situe à l'intérieur du donjon. La salle, le salon, la chambre de Lord Bute ainsi que celle de Lady Bute constituent une suite de pièces qui illustrent le style High Victorian Gothic de la Grande-Bretagne du XIXe siècle. Au début, rien de très marqué : la salle des banquets (Banqueting Hall), achevée bien après la mort de Burges, est « diluée (...) non ciblée » et « anémique. » Le salon est « plus excitant », une salle à double hauteur avec des décorations illustrant les « thèmes entrelacés (de) la fécondité de la nature et de la fragilité de la vie. » Une superbe cheminée de Thomas Nicholls représente les Trois destinées, filant, mesurant et coupant le fil de la vie. La chambre octogonale avec sa grande croisée d'ogives, sur le modèle de celle conçue par Viollet-Le-Duc à Councy, est « constellée de papillons et d'oiseaux aux panaches ensoleillés, fabriqués en treillage doré. » Après la salle se trouve la pièce Guindeau (Windlass Room), dans laquelle Burges adorait assembler l'appareil servant au pont-levis avec des « meurtrières » afin d'expulser l'huile bouillante[réf. nécessaire]. La chambre du marquis apporte un répit « spartiate » avant le point culminant du château, la chambre de Lady Bute (Lady Bute's Bedroom).
La chambre est « du pur Burges: un cercle en arcades, perforé par des embrasures de fenêtres, et surmonté d'un dôme sectionné en trèfle. » Le thème décoratif est « l'amour », symbolisé par « des singes, des grenades, des oiseaux nicheurs ». La décoration fut achevée longtemps après la mort de Burges, mais toujours guidée par son esprit ; « M. Burges l'aurait-il fait ? » écrivit William Frame à Thomas Nicholls (en) en 1887.
Après la mort de Burges, en 1881, les travaux d'intérieur se poursuivirent encore pendant dix ans. Le château fut peu utilisé : une fois achevé, le marquis ne s'y rendit jamais, et la famille semblait l'utiliser comme une sorte de sanatorium, la marquise et sa fille, Lady Margaret Crichton-Stuart, l'occupèrent toutefois pendant la période qui suivit la mort du marquis en 1900. Mais le château resta « un des plus grands triomphes de composition architecturale Victorien » résumant « à la perfection le monde de rêve érudit d'un client important et de son architecte favori, recréant à partir d'un tas de gravats un château de conte de fées qui semble presque être sorti des marges d'un manuscrit médiéval. »
En 1950, le 5e marquis de Bute plaça le château aux soins du ministère des travaux. Il est maintenant administré par Cadw, un organisme du Gouvernement gallois. Le château est un monument classé Grade I, pour son intérêt architectural et historique exceptionnel.

### Intérieur des pièces conçues par Burges

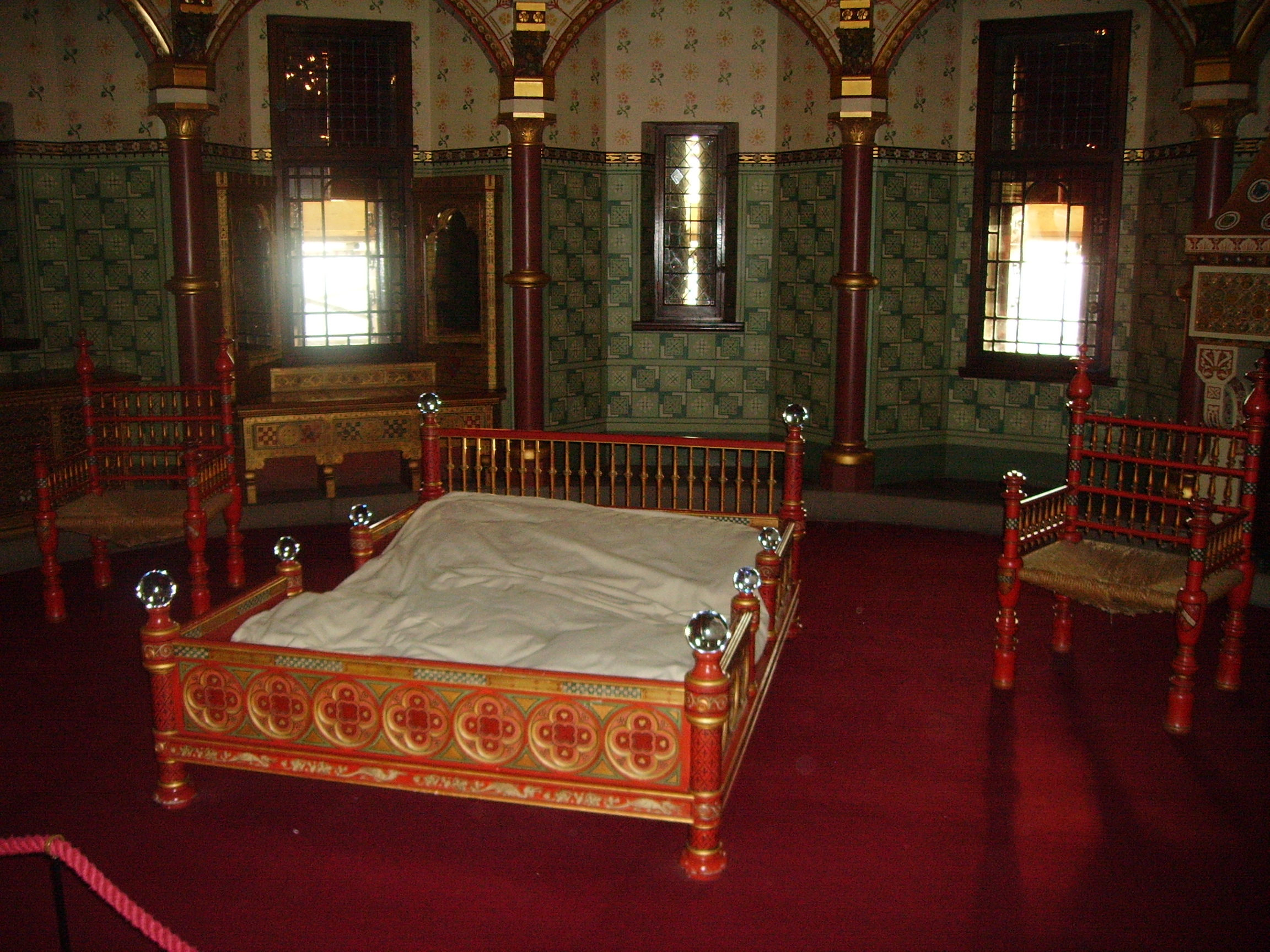
Chambre de Lady Bute.
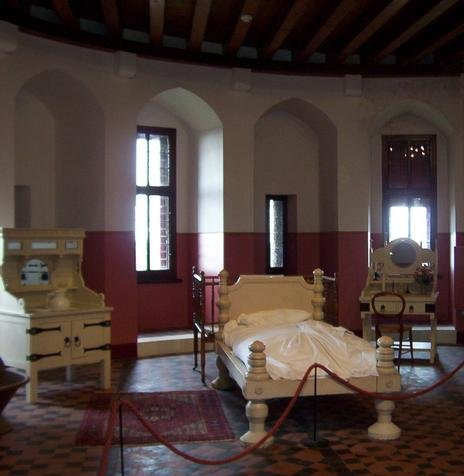
Chambre de la fille de la marquise.
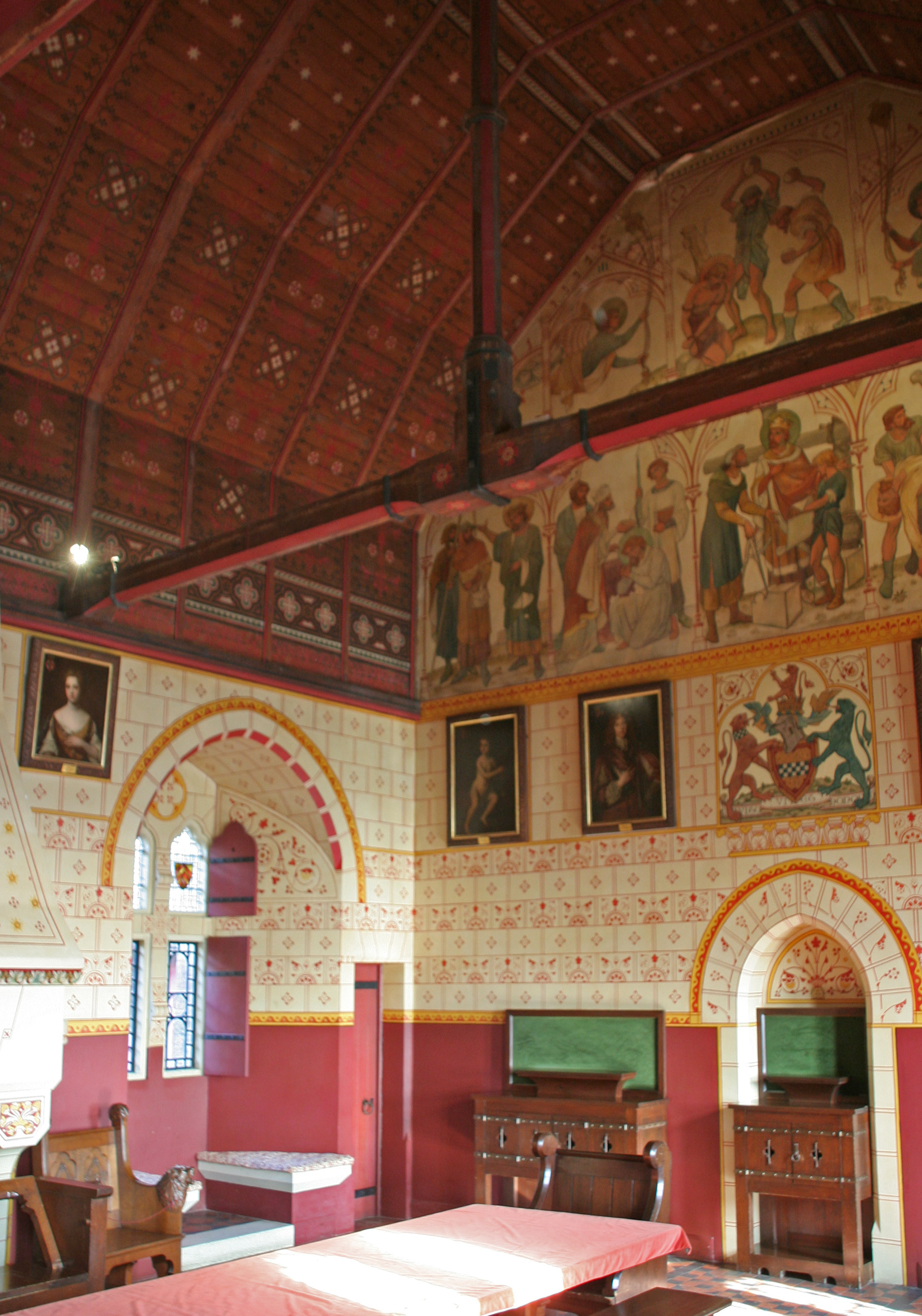
Entrée.
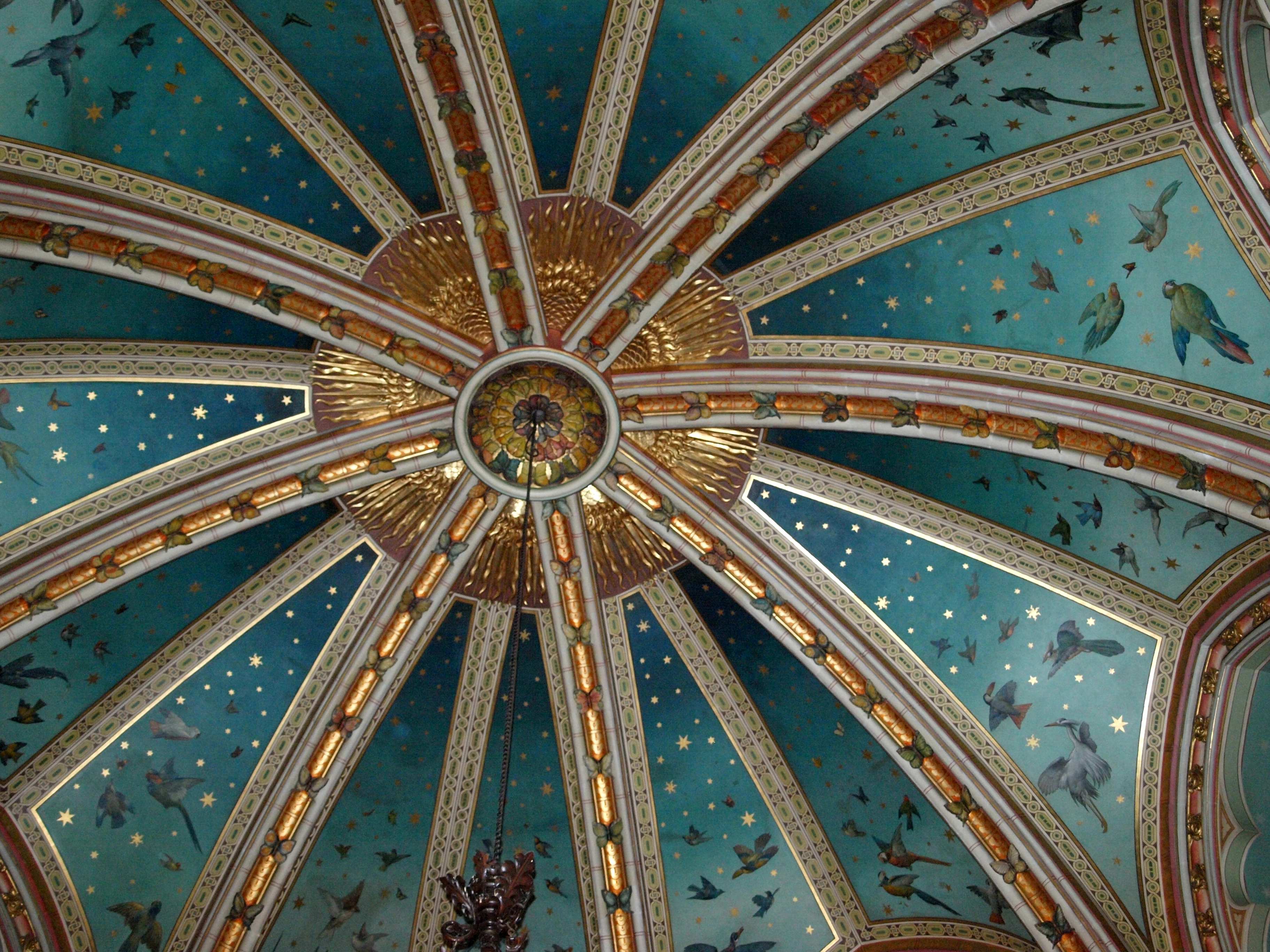
Plafond de la salle de dessin.
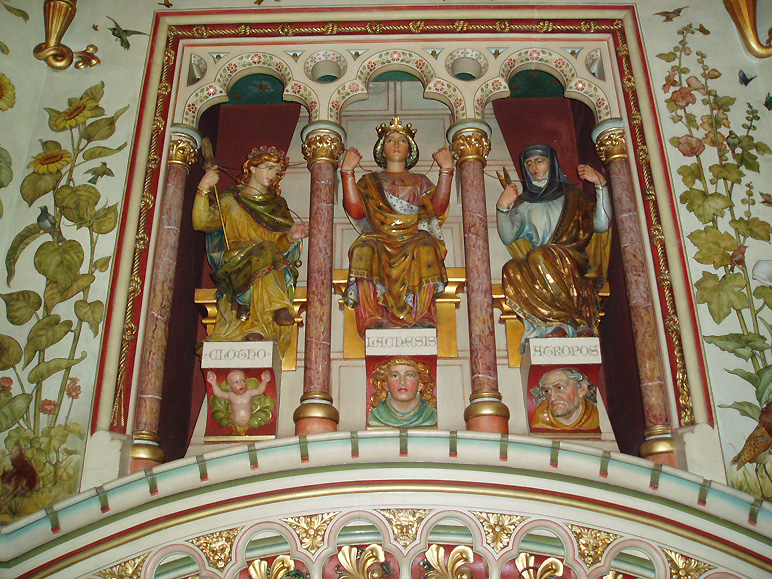
Cheminée des 3 Moires (ou Parques).

## Site d'intérêt scientifique particulier
La zone entourant le château est remarquable à la fois pour les anciennes forêts de hêtres et pour les affleurements rocheux, qui montrent le point géographique où les lits de l'Old Red Sandstone dévonien et du Carboniferous Limestone (en) se rencontrent.
La zone est appelée Castell Coch Woodlands and Road Section (en), un site d'intérêt scientifique particulier.